# 米子南インターチェンジ
米子南インターチェンジ（よなごみなみインターチェンジ）は、鳥取県米子市長砂町の、山陰自動車道（米子道路）上にあるインターチェンジ。

## 道路
- E9 山陰自動車道（18番）

## 接続する道路

### 直接接続
- 米子市道4241号宗像長砂町線

### 間接接続
- 国道181号
- 米子市道1359号長砂町観音寺線

## 料金所
無料区間のためなし

## 周辺
- 米子市東山運動公園
  - 米子市営東山陸上競技場（どらドラパーク米子陸上競技場）

## 隣
E9 山陰自動車道
(17) 日野川東IC - (18) 米子南IC - (19-1)米子中IC - (19-2/19) 米子西IC